# Епархия Герасы

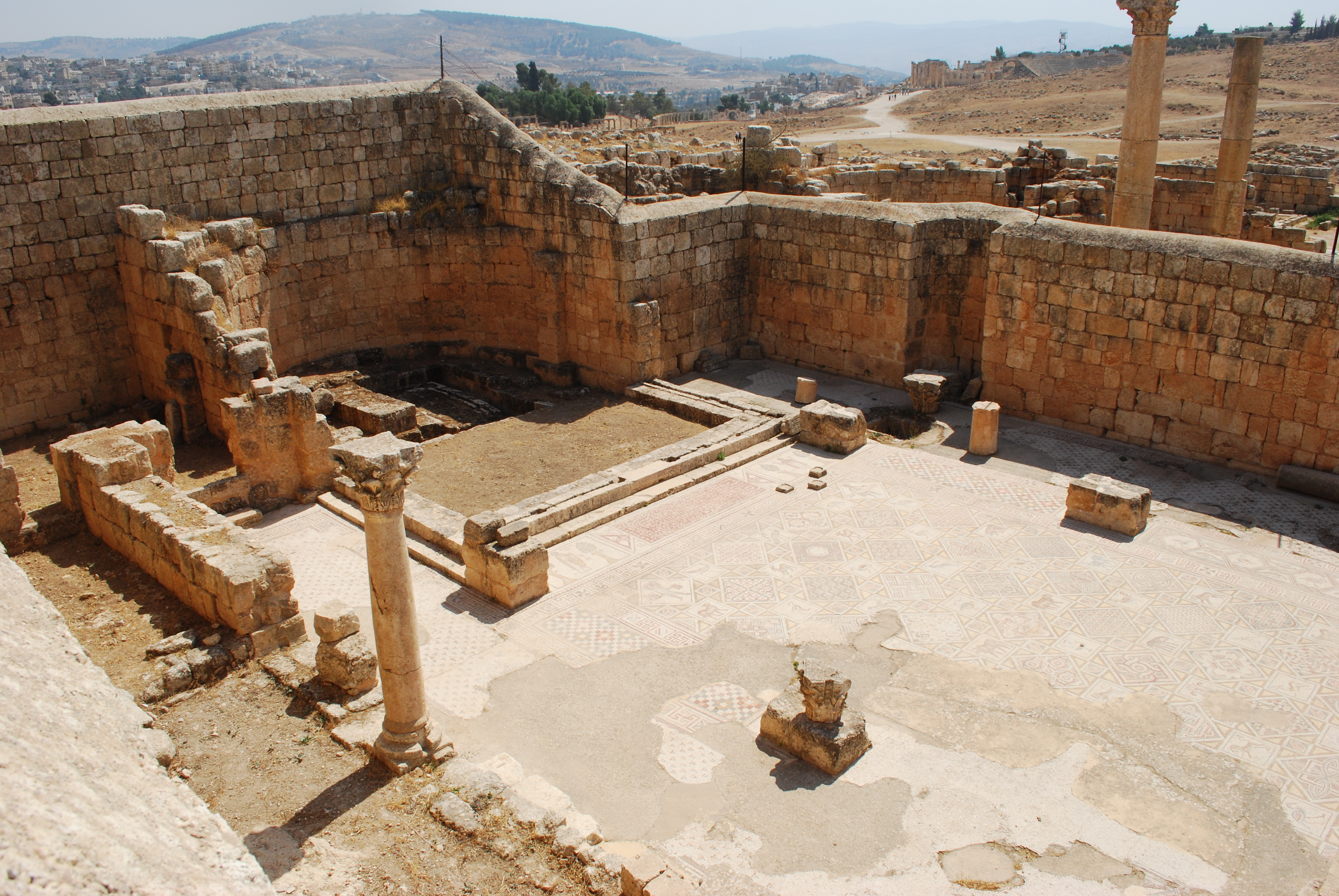
Руины церкви святых Косьмы и Дамиана

Епархия Герасы (лат. Dioecesis Gerasena) — упразднённая епархия Антиохийского патриархата, в настоящее время титулярная епархия Римско-Католической церкви.

## История
Античный город Гераса (в настоящее время Джараш, Иордания) находился в провинции Каменистая Аравия Восточного диоцеза Византийской империи и до VII века был центром одноимённой епархии Антиохийского патриархата. Епархия Герасы входила митрополию Босры. В VII веке епархия Герасы прекратила своё существование.
C 1729 года епархия Герасы является титулярной епархией Римско-Католической церкви.

## Греческие епископы
- епископ Эссерезий (упоминается в 359 году) — последователь арианства;
- епископ Планк (448—451);
- епископ Павел (526—539);
- епископ Исайя (упоминается в 559 году);
- епископ Мариан (570—601).
- епископ Генезий (упоминается в 611 году).

## Титулярные епископы
- епископ Józef Antoni Łodziński O.F.M.Conv.[1] (3.03.1729 — 1743);
- епископ Wawrzyniec Gutkowski (15.12.1828 — 1833);
- епископ Aires de Ornelas de Vasconcelos (6.03.1871 — 27.10.1872) — назначен епископом Фуншала;
- епископ Jean-Louis Vey M.E.P. (30.07.1875 — 21.02.1909);
- епископ Leonhard Alois von Baumbach C.P. (1.03.1910 — 1913);
- епископ Charles-Joseph-Eugène Ruch (14.06.1913 — 20.10.1918) — назначен епископом Нанси;
- епископ Edmond Heelan (21.12.1918 — 8.03.1920) — назначен епископом Су-Сити;
- епископ Paul Joseph Nussbaum C.P. (26.03.1920 — 14.11.1922) — назначен епископом Маркетта;
- епископ Endre Kriston (23.08.1923 — 3.05.1960);
- епископ Salvatore Sorrentino (16.06.1960 — 21.02.1974) — назначен епископом Поццуоли;
- епископ Николас Самра (22.04.1989 — 15.06.2011) — назначен епископом епархии Пресвятой Девы Марии Благовещения в Ньютоне;
- вакансия.

## Источник
- Annuario Pontificio, Libreria Editrice Vaticana, Città del Vaticano, 2003, стр. 825, ISBN 88-209-7422-3
- Pius Bonifacius Gams, Series episcoporum Ecclesiae Catholicae, Leipzig 1931, стр. 435  (лат.)
- Michel Lequien, Oriens christianus in quatuor Patriarchatus digestus, Parigi 1740, Tomo II, coll. 859—862  (лат.)
- Konrad Eubel, Hierarchia Catholica Medii Aevi, vol. 5, стр. 208  (лат.)
- Pierre-Louis Gatiet, Une lettre du pape Grégoire le Grand à Marianus évêque de Gerasa, in Syria, vol. 64 (1987), pp. 131–135  (фр.)
- La Gerarghia Cattolica